# Daję nam rok
Daję nam rok (ang. I Give It a Year) – brytyjska komedia romantyczna z 2013 roku oparty na scenariuszu i reżyserii Dana Mazera, scenarzystę filmów Borat: Podpatrzone w Ameryce, aby Kazachstan rósł w siłę, a ludzie żyli dostatniej oraz Brüno z Sachą Baronem Cohenem w roli głównej.
Światowa premiera filmu miała miejsce 8 lutego 2013 roku, natomiast w Polsce premiera filmu odbyła się 1 marca 2013 roku.

## Fabuła
Para Brytyjczyków - Nat (Rose Byrne), przedsiębiorcza pracownica firmy reklamowej, i Josh (Rafe Spall), początkujący pisarz - biorą huczny, choć niezupełnie udany ślub. Rodzina i przyjaciele obojga twierdzą, że jeśli młodzi przetrwają pierwszy rok w małżeństwie, w przyszłości poradzą sobie już z wszelkimi kryzysami. Nowożeńcy nie są parą idealną. On nie znosi, kiedy żona śpiewa przeboje, przekręcając słowa, ona umiera ze wstydu, gdy on tańczy disco i zabawia towarzystwo swoimi specyficznymi dowcipami.
Pierwszy kryzys nadchodzi po kilku miesiącach. Nat przygotowuje kampanię dla przystojnego i czarującego Amerykanina Guya (Simon Baker), właściciela fabryki rozpuszczalników. Jednocześnie z kilkuletniego zagranicznego kontraktu wraca była dziewczyna Josha, wolontariuszka Chloe (Anna Faris), która ciągle myśli o pisarzu.
Każde z tej czwórki skrzętnie ukrywa swoje uczucia. Nie bacząc na niezręczność sytuacji, dwie pary spotykają się nawet na podwójnej randce. Zanim przeznaczeni sobie ludzie będą żyli długo i szczęśliwie, muszą sprostać wielu kłopotliwym wypadkom i zabawnym pomyłkom. W życiowych decyzjach nie pomagają im też rady oddanych, ale ekscentrycznych przyjaciół. Czy próba rocznego pożycia naprawdę sprawdzi się w przypadku Nat i Josha?

## Obsada
- Rose Byrne jako Nat
- Rafe Spall jako Josh
- Anna Faris jako Chloe
- Simon Baker jako Guy
- Minnie Driver jako Naomi
- Jason Flemyng jako Hugh
- Stephen Merchant jako Danny
- Olivia Colman jako Linda
- Jane Asher jako Diana
- Daisy Haggard jako Helen
- Alex Macqueen jako Minister
- Terence Harvey jako Alec
- Nigel Planer jako Brian
- Maisy Mazer jako druhna
- Matilda Thykier jako druhna
- Clare Higgins jako Elaine
- Kevin Moore jako wznoszący toast
- Alisha Bailey jako Kate
- Kerry Howard jako Clare
- Tim Key jako Alan